# Neorautanenia
Genre
Neorautanenia est un genre de plantes à fleurs dicotylédones de la famille des Fabaceae, sous-famille des Faboideae, originaire d'Afrique, qui comprend trois espèces acceptées.

## Liste d'espèces
Selon Catalogue of Life (21 octobre 2018) :
- Neorautanenia amboensis Schinz
- Neorautanenia ficifolia (Benth.)C.A.Sm.
- Neorautanenia mitis (A.Rich.)Verdc.